# Vobiscum Satanas
A Vobiscum Satanas a svéd Dark Funeral black metal együttes, 1998-ban megjelent második lemeze. Ez volt az első olyan lemezük, melyen Emperor Magus Caligula énekelt (és basszusozott), valamint ugyancsak itt mutatkozott be Alzazmon dobos is. A kilépett Blackmoon gitáros helyett pedig már Typhos szerepelt a felvételeken.

## Számlista
1. Ravenna Strigoi Mortii – 04:27
2. Enriched by Evil – 04:43
3. Thy Legions Come – 04:13
4. Evil Prevail – 04:28
5. Slava Satan – 03:59
6. The Black Winged Horde – 04:38
7. Vobiscum Satanas – 05:00
8. Ineffable King of Darkness – 03:38

## Közreműködők
- Lord Ahriman – gitár
- Emperor Magus Caligula – ének, basszusgitár
- Alzazmon – dob
- Typhos – gitár